# Павлув (гміна)
Гміна Павлув (пол. Gmina Pawłów) — сільська гміна у східній Польщі. Належить до Стараховицького повіту Свентокшиського воєводства.
Станом на 31 грудня 2011 у гміні проживало 15345 осіб.

## Територія
Згідно з даними за 2007 рік площа гміни становила 137.39 км², у тому числі:
- орні землі: 77.00%
- ліси: 17.00%

Таким чином, площа гміни становить 26.26% площі повіту.

## Населення
Станом на 31 грудня 2011:
| Опис     | Загалом | Загалом | Чоловіки | Чоловіки | Жінки | Жінки |
| -------- | ------- | ------- | -------- | -------- | ----- | ----- |
| одиниця  | осіб    | %       | осіб     | %        | осіб  | %     |
| все      | 15345   | 100     | 7731     | 50.38    | 7614  | 49.62 |
| міське   | 0       | 100     | 0        |          | 0     |       |
| сільське | 15345   | 100     | 7731     | 50.38    | 7614  | 49.62 |

## Сусідні гміни
Гміна Павлув межує з такими гмінами: Бодзентин, Броди, Васнюв, Вонхоцьк, Кунув, Нова Слупія, Стараховіце.